# Франкфурт на Одри
Франкфурт на Одри град је у немачкој савезној држави Бранденбург. Град се налази на западној обали реке Одре. На другој обали реке град је Слубице у Пољској, који је до 1945. био део Франкфурта.

## Историја
Члан је Ханзе од 1430, али у савезу је остао кратко време. За време Тридесетогодишњега рата град је 1631. био поприште битке између шведске и царске војске. Шведска војска је победила и заузела град. У 19. веку Франкфурт на Одри има значајну улогу у Прусији као трговачки центар између Берлина и Познања. Касније после Лајпцига у Франкфурту се одржавао највећи велесајам у Немачком царству.

## Географски и демографски подаци
Град се налази на надморској висини од 19–135 m. Површина општине износи 147,8 . У самом граду је, према процјени из 2010. године, живјело 61.286 становника. Године 1988. у Франкфурту је живело 88.000 људи, али је после уједињења Немачке дошло до великог економски мотивисаног одлива становништва. Просјечна густина становништва износи 415 становника/. Посједује регионалну шифру (AGS) 12053000.

## Образовање
Први универзитет у граду је отворен 1506, али је расформиран 1811. Поново је отворен 1991. под именом Европски универзитет Виадрина. Како само име каже, главни предмет студија је европска сарадња.

## Партнерски градови
| Мјесто             | Држава      | Врста сарадње | Од    |
| ------------------ | ----------- | ------------- | ----- |
| Цоран Кадима       | Израел      | партнерство   | 1997. |
| Ванта              | Финска      | партнерство   | 1987. |
| Ним                | Француска   | партнерство   | 1976. |
| Слубице            | Пољска      | партнерство   | 2005. |
| Јума               | САД         | партнерство   | 1997. |
| Витебск            | Бјелорусија | партнерство   | 1991. |
| Слубице            | Пољска      | партнерство   | 1975. |
| Гожов Вјелкополски | Пољска      | партнерство   | 1975. |
| Извор              |             |               |       |